# Nodiko Tatiszwili
Nodiko Tatiszwili (ur. 5 listopada 1986 w Tbilisi) – gruziński piosenkarz.

## Życiorys

### Edukacja
Ukończył szkołę muzyczną w Tbilisi i Uniwersytet Techniczny na kierunku Administracja publiczna. W 2011 skończył naukę w Institute of Contemporary Music Performance at Burlington School w Londynie.

### Kariera
Wziął udział w wielu międzynarodowych konkursach muzycznych, m.in. w International Music Festival i The Amber Star na Litwie, Astana 2007 w Kazachstanie,  World Star Quest, Słowiański Bazar w Białorusi oraz Golden Voices w Mołdawii. W 2009 roku wygrał talent show Geostar.

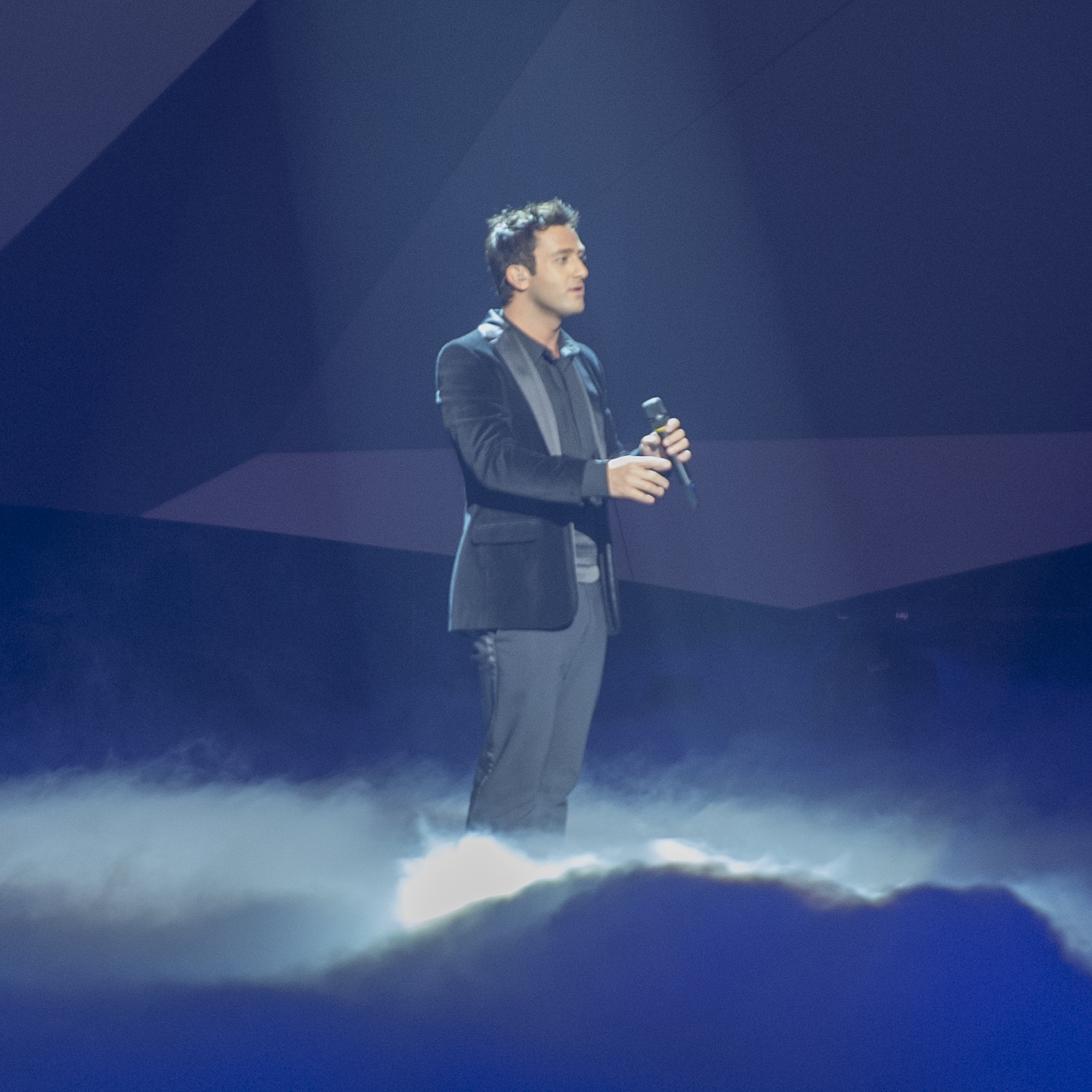
Tataszwili podczas 58. Konkursu Piosenki Eurowizji w Malmö (2013)

Wystąpił w kilku musicalach, w tym w Czchikwta Korcili Aleksandra Basilai oraz Melodies of Vera District Giorgiego Tsabadze i Giorgiego Szengelai. W 2008 i 2009 był jednym z chórzystów katedry Sameba. Dwa lata później wydał swój debiutancki album studyjny pt. I Am Georgian. W tym samym roku w Tbilisi Philharmonic Hall zagrał swój pierwszy solowy koncert.
W maju 2013, reprezentując Gruzję z utworem „Waterfall” (nagranym w duecie z Sopo Gelowani) zajął 15. miejsce w finale 58. Konkursie Piosenki Eurowizji w Malmö. Po finale para otrzymała Nagrodę Dziennikarzy im. Marcela Bezençona dla ulubionych reprezentantów akredytowanych dziennikarzy.

## Dyskografia
Albumy studyjne
- I Am Georgian (2011)